# Neomysis rayii
Neomysis rayii är en kräftdjursart som först beskrevs av Murdoch 1885.  Neomysis rayii ingår i släktet Neomysis och familjen Mysidae. Inga underarter finns listade i Catalogue of Life.